# ʨ
Cette page contient des caractères spéciaux ou non latins. S’ils s’affichent mal (▯, ?, etc.), consultez la page d’aide Unicode.
Le tc bouclé (minuscule : ʨ) est une lettre additionnelle de l’écriture latine qui a été utilisée dans l’alphabet phonétique international.

## Utilisation
Dans l’alphabet phonétique international, [ʨ] a représenté une consonne affriquée alvéolo-palatale sourde. Le symbole est, en théorie, adopté vers la fin des années 1920 et est remplacé en 1989 par la séquence des symboles des consonnes [t] et [ɕ] : ‹ tɕ ›, pouvant être liés par un tirant dans les cas ambigus : ‹ t͡ɕ › ou ‹ t͜ɕ ›.

## Représentations informatiques
Le tc bouclé peut être représentée avec les caractères Unicode (Alphabet phonétique international) suivants :
| formes    | représentations | chaînes de caractères | points de code | descriptions                               |
| --------- | --------------- | --------------------- | -------------- | ------------------------------------------ |
| minuscule | ʨ               | ʨ                     | U+02A8         | lettre minuscule latine digramme tc bouclé |